# Lista de condados do Arkansas

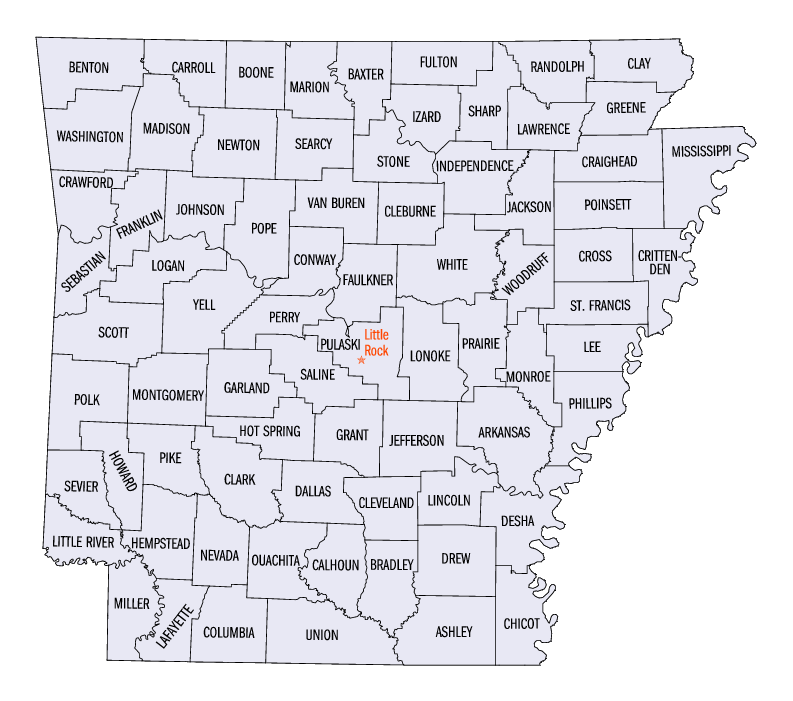
Mapa dos condados do Arkansas

A seguir, lista dos 75 condados do Arkansas.
| - Arkansas - Ashley - Baxter - Benton - Boone - Bradley - Calhoun - Carroll - Chicot - Clark - Clay - Cleburne - Cleveland - Columbia - Conway | - Craighead - Crawford - Crittenden - Cross - Dallas - Desha - Drew - Faulkner - Franklin - Fulton - Garland - Grant - Greene - Hempstead - Hot Spring | - Howard - Independence - Izard - Jackson - Jefferson - Johnson - Lafayette - Lawrence - Lee - Lincoln - Little River - Logan - Lonoke - Madison - Marion | - Miller - Mississippi - Monroe - Montgomery - Nevada - Newton - Ouachita - Perry - Phillips - Pike - Poinsett - Polk - Pope - Prairie - Pulaski | - Randolph - Saline - Scott - Searcy - Sebastian - Sevier - Sharp - St. Francis - Stone - Union - Van Buren - Washington - White - Woodruff - Yell |